# Jerry Johnson (entrenador)
Jerry C. Johnson (Tulsa, 20 de junio de 1918- 24 de enero de 2021) fue un entrenador estadounidense de baloncesto universitario.

## Biografía
Johnson creció en Tulsa, Oklahoma. Como guardia, jugó baloncesto en el Instituto de Wiley y más tarde obtuvo su bachillerato en la Universidad Fayetteville State.
Johnson aprendió el juego de baloncesto de John McLendon, quién fue estudiante de James Naismith.
De 1947 a 1951, Johnson fue entrenador de baloncesto y fútbol americano en el Instituto Ridgeview en Carolina del Norte. Llevó al equipo de fútbol a ganar los títulos de conferencia en cada año así como tres títulos regionales Occidentales, ganando el campeonato estatal en 1950. Johnson dirigió el equipo de baloncesto de la escuela ganando los títulos de campeonato estatal en 1947, 1948, 1949 y 1950. Su equipo de baloncesto también fue subcampeón nacional.
Fue entrenador en la Universidad Estatal de Maryland y en 1958 Johnson llegó a ser el entrenador de baloncesto del equipo masculino del Instituto LeMoyne en Memphis. Él también se desempeñó como director atlético. En 1968, la institución se fusionó con la Universidad Junior de Owen para formar la Universidad LeMoyne-Owen. A sus 46 años como entrenador del equipo, Johnson obtuvo 821 victorias, guiando al equipo a cinco títulos de campeonato en la Conferencia Atlética Voluntaria de Estado (VSAC), y otro cinco en la Conferencia Atlética Intercolegiada del Sur (SIAC). En 1975, llevó a LeMoyne-Owen a ganar el III Campeonato NCAA de la División. Fue el primer entrenador afroamericano en obtener este título. Johnson se retiró en 2005. El gimnasio en la Universidad LeMoyne-Owen fue reinaugurado con su nombre.
Johnson fue entrenador y mentor de ocho jugadores que más tarde jugaron en la NBA. Fue presentado con el premio VSAC al Entrenador del Año cuatro veces y fue nombrado Entrenador del Año SIAC tres veces. Como entrenador, fue descrito como "muy estricto", pero también "muy justo".
En 2020, la historia de Johnson fue presentada en el documental "1er Campeón Olvidado: El Legado de Jerry C. Johnson“.
Falleció el 24 de enero de 2021 a la edad de 102 años.

## Honores
- VSAC Entrenador del Año (1971, 1972, 1973, 1974)
- SIAC Entrenador del Año (1999, 2000, 2005)
- Inducted Al Fayetteville Sala de Atletismo Universitaria Estatal de Fama en 1989[13]
- Inducted Al SIAC Sala de Baloncesto de Fama en 1995
- Ciudad de Memphis Lifetime Premio de Consecución (2005)
- Inducted A la Sala de Deportes del Tennessee de Fama en 2006
- Inducted Al Catawba Sala de Deportes del Condado de Fama en 2017